# Živi zid
Živi zid (traducibile come Muro Umano o Scudo Umano), è un partito politico populista croato, nato da un gruppo dello stesso nome, che si oppone agli sfratti tramite le occupazioni, formando un "muro vivente".
L'organizzazione si trasforma in partito alla vigilia delle presidenziali del 2014–15, a supporto della candidatura di Ivan Vilibor Sinčić. Con i fondi ottenuti tramite la candidatura alle presidenziali, il partito ha quindi partecipato anche alle elezioni politiche del 2015.
Tra i vari punti per le elezioni, alcuni degli obiettivi del partito croato sono l’abbandono della NATO, la legalizzazione delle droghe leggere e la messa al bando degli OGM.

## Parlamentari

### Deputati
Alle elezioni parlamentari del 2016 elegge 5 deputati degli 8 complessivamente ottenuti dalla coalizione:
- Branimir Bunjac, eletto in sostituzione di Vladimira Palfi - Fino al 18 giugno 2019 (subentra la stessa Vladimira Palfi, deputata fino al 28 giugno 2019; subentra Snježana Sabolek)
- Ivan Pernar, poi indipendente
- Hrvoje Runtić, che aderisce a Most nezavisnih lista subito dopo l'elezione
- Ivan Vilibor Sinčić - Fino al 2 luglio 2019 (subentra Damjan Vucelić)
- Marin Škibola, poi indipendente

I 4 parlamentari di Živi zid, insieme ad un altro deputato eletto nelle liste del partito (Goran Aleksić), costituiscono il gruppo Živi zid - SNAGA.

### Europarlamentari
- Ivan Vilibor Sinčić (IX)

## Risultati
| Elezione          | Elezione                                   | Voti    | %    | Seggi   |
| ----------------- | ------------------------------------------ | ------- | ---- | ------- |
| Parlamentari 2015 | Parlamentari 2015                          | 94.877  | 4,26 | 1 / 151 |
| Parlamentari 2016 | Con PH - AM - Abeceda - HDSS               | 117.208 | 6,16 | 5 / 151 |
| Europee 2019      | Europee 2019                               | 60.847  | 5,67 | 1 / 11  |
| Parlamentari 2020 | Con PH - SIP -NLSP - HSS-SR - HSSČKŠ - ZSZ | 37.628  | 2,26 | 0 / 151 |

| Elezione              | Candidato                 | Voti    | %     |
| --------------------- | ------------------------- | ------- | ----- |
| Presidenziali 2014-15 | Ivan Vilibor Sinčić       | 293.570 | 16,42 |
| Presidenziali 2019-20 | Mislav Kolakušić (con PH) | 111.916 | 5,88  |